# Latarnia morska Langness
Latarnia morska Langness – zbudowana w roku 1880 przez szkockiego inżyniera Thomasa Stevensona dla Northern Lighthouse Board. Położona jest na Wyspie Man na półwyspie Langness, około 2 kilometrów od Castletown. 
Starania o budowę latarni morskiej na półwyspie Langness rozpoczęto w 1869 roku.  Przez prawie dekadę Trinity House odrzucała żądania budowy latarni morskiej w pobliżu Castletown, argumentując to tym, że zbudowana w latach 1869–1875 przez Davida Stevensona oraz Thomasa Stevensona latarnia Chicken Rock jest dostatecznie blisko i jej sygnały są widoczne dla statków wpływających do Castletown. Jednak w 1877 roku po kolejnym żądaniu skierowanym do the Board of Trade przez Johna McMeikana, agenta Shipwrecked Mariners Society of Castletown, które the Board of Trade przesłała do Trinity House, w 1878 roku zapadła decyzja o budowie latarni
Budowę 19-metrowej latarni wraz z nautofonem oraz budynkami mieszkalnymi dla latarników rozpoczęto w lecie 1879 roku.
Latarnia morska została oddana do użytku w grudniu 1880 roku. Nautofon pracował nieprzerwanie do 1987. W 1996 roku latarnia została zautomatyzowana i jest sterowana z centrum w Edynburgu. 
Sąsiadujące budynki zostały sprzedane. Ich właścicielem jest Jeremy Clarkson z żoną Frances. W 2012 roku przegrali oni trwającą 6 lat batalię sądową mającą na celu zamknięcie przebiegającej koło ich domu ścieżki. Małżeństwo argumentowało, że przebiega tak blisko ich domu, że zakłóca ich prywatność. Sąd Najwyższy Wyspy Man (en High Court of Justice Isle of Man) odrzucił ich apelację.